# The Sims 2: Apartment Life
The Sims 2: Apartment Life er udvidelsespakke fra Electronic Arts til The Sims 2.
I The Sims 2: Apartment Life kan simmerne bo i lejligheder. Simmerne bor i et nyt nabolag, som hedder Bella bugten (Som er en meget dårlig oversættelse af det engelske navn, der refererer til planten "Belladona", som er en plante, der har en historisk sammenhæng med hekse).
Du kan installere op til fire familier pr. lejlighed, og når du vælger lejligheden, kan du vælge hvilken af de fire familier, du vil spille. Ligesom med huse er det kun den familie, du spiller, der bliver gemt, når du forlader spillet. De andre familier får kun opdateret venskaber/fjendskaber.
De kan også få chancen for at komme til de magiske grunde, hvor der er hekse. Simmerne kan selv blive til hekse – gode, onde eller neutrale hekse.
Hekse og lejligheder er det helt store i denne udvidelse, men det er mange små detaljer også der har fået Sims-spillere til at snakke om, at denne udvidelse måske er den bedste til dato.[kilde mangler]
Af små udvidelser kan nævnes:
- Voksen simmer kan svinge et barn rundt.
- Nyt barnelegepladsudstyr.
- Ny fold-ned-vægseng.
- Nyt stort fjernsyn.
- Din sim kan ligge og kigge på stjerner med sin kæreste.
- Bella Goth statue til nabolaget.